# Dekstrani
Dekstrani (lat. dexter:desni), polimeri glukoze, proizvode se iz saharoze uz pomoć mliječnih bakterija Leuconostoc mesenteroides i Leuconostoc dextranicum. Dekstrani relativnih molekularnih masa oko 40 000 upotrebljavaju se kao dodaci i zamjena za krvnu plazmu.